# Coppa di Francia 2010-2011 (hockey su pista)
La Coppa di Francia 2010-2011 è stata la 10ª edizione della principale coppa nazionale francese di hockey su pista. La competizione ha avuto luogo dal 5 febbraio al 22 maggio 2011 con la disputa delle final four presso la Salle des Sports du Brockus di Saint-Omer.
Il trofeo è stato conquistato dal La Vendéenne per la quarta volta nella sua storia superando in finale il SCRA Saint-Omer.

## Risultati

### Ottavi di finale
| Squadra 1         | Risultato       | Squadra 2         |
| ----------------- | --------------- | ----------------- |
| 5 febbraio 2011   |                 |                   |
| ASTA Nantes       | 0 - 7           | Quévert           |
| Crehen            | 4 - 3           | Noisy-le-Grand    |
| Gazinet-Cestas    | 3 - 4           | Saint-Brieuc      |
| Gujan-Mestras     | 5 - 4           | Nantes Longchamps |
| Lione             | 4 - 3           | Mérignac          |
| Ploufragan        | 3 - 3 (0-1 dtr) | Coutras           |
| Sporting Fontenay | 1 - 8           | La Vendéenne      |
| Vaulx-en-Velin    | 4 - 8           | SCRA Saint-Omer   |

### Quarti di finale
| Squadra 1     | Risultato       | Squadra 2       |
| ------------- | --------------- | --------------- |
| 5 marzo 2011  |                 |                 |
| Coutras       | 3 - 6           | SCRA Saint-Omer |
| Crehen        | 5 - 5 (1-0 dtr) | Quévert         |
| Gujan-Mestras | 4 - 10          | Saint-Brieuc    |
| Lione         | 1 - 3           | La Vendéenne    |

### Final four

#### Semifinali
| Saint-Omer 21 maggio 2011 | Crehen | 1 – 7 | La Vendéenne | Salle des Sports du Brockus |

| Saint-Omer 21 maggio 2011 | Saint-Brieuc | 3 – 6 | SCRA Saint-Omer | Salle des Sports du Brockus |

#### Finale
| Saint-Omer 22 maggio 2011 | La Vendéenne | 2 – 1 | SCRA Saint-Omer | Salle des Sports du Brockus |